# Bettancourt-la-Longue
Bettancourt-la-Longue település Franciaországban, Marne megyében. Lakosainak száma 75 fő (2022. január 1.). Bettancourt-la-Longue Alliancelles, Charmont, Rancourt-sur-Ornain, Vernancourt, Villers-le-Sec és Vroil községekkel határos.

## Népesség
A település népességének változása:
| Lakosok száma | 94   | 81   | 78   | 85   | 83   | 80   | 78   | 76   | 76   | 75   |
|               | 1968 | 1982 | 1990 | 2006 | 2013 | 2015 | 2017 | 2019 | 2020 | 2022 |